# Drowned in Sound
Drowned in Sound (Ahogado en sonido en español), en ocasiones abreviado como DiS, es un webzine de música con sede en el Reino Unido financiado por la compañía de gestión de artistas Silentway. Fundado por el editor Sean Adams, el sitio presenta reseñas, noticias, entrevistas y foros de discusión. 

## Historia
DiS comenzó como un fanzine de correo electrónico en 1998 llamado 'The Last Resort', pero fue relanzado por el fundador y editor Sean Adams como  Drowned in Sound  en 2000.
En 2006, el sitio lanzó un podcast llamado "Drowned in Sound Radio". En noviembre de 2007, DiS se asoció con el sitio de descargas con publicidad RCRDLBL.com para lanzar un blog de audio y video, titulado "Drownload".
DiS ha estado involucrado con el festival Summer Sundae de Leicester desde 2008, y en 2010 iniciaron las celebraciones del décimo aniversario con un cartel encabezado por The Futureheads y Frightened Rabbit. Anteriormente, fueron los anfitriones de las presentaciones del viernes por la noche en el escenario Rising Stage.
En abril de 2019, Sean Adams publicó en su página personal de Facebook que el sitio web deja de encargar reseñas y funciones de álbumes. Actualmente el sitio permanece inactivo.

## Propiedad
Un porcentaje de DrownedinSound.com (el sitio web) y el sello discográfico Drowned in Sound Recordings son propiedad de Silentway Ltd.
DiS tuvo una asociación de corta duración con BSkyB de Rupert Murdoch, que terminó por consentimiento mutuo en agosto de 2008, haciendo que la mayoría del personal de DiS fuera redundante en el proceso.

## Premios
El 19 de marzo de 2006, The Observer en su sección  Music Monthly  clasificó a DrownedinSound.com en el noveno lugar en su lista de los 25 sitios web más importantes. En noviembre En 2006 superó la marca de los 150.000 lectores únicos por semana y fue nominada en la categoría Mejor sitio web musical en los Premios PLUG 2007 y en la categoría Mejor sitio web en los NME Awards Shockwaves 2007. 
El sitio y algunos de sus escritores recibieron nominaciones en los premios Record of the Day de 2006, celebrados en Londres el 21 de noviembre de 2006. El sitio ganó en la categoría de Mejor Podcast y terminó en segundo lugar en la categoría de Mejor Sitio Web por segundo año consecutivo.
En septiembre de 2007, DiS fue nominado en dos categorías en los BT Digital Music Awards: mejor revista de música y mejor podcast (audio). En noviembre de 2007, DiS fue nombrada Mejor Publicación Musical en Línea en los premios anuales Record of the Day. En 2010, Drowned in Sound ganó el premio a la mejor publicación en los premios Record of the Day.